# Montepescali
Montepescali est une frazione de la commune de Grosseto, en Toscane, Italie.
Montepescali est un petit village médiéval situé sur une colline à 15 km au nord de le centre de la ville de Grosseto. Il est facilement accessible car il est desservi par l'autoroute Aurelia et par la gare située au pied de la colline dans le hameau de Braccagni.

## Monuments
- Les murailles de Montepescali qui encerclent la vieille ville, datant du XIIe siècle.
  - La Porta Nuova, la porte au Nord-Est.
  - La Porta Vecchia, la porte au Sud-Ouest.
  - La Torre del Guascone.
  - La Torre del Belvedere.
- L'église San Niccolò (XIe siècle)
- L'église Santi Stefano e Lorenzo (XIIe siècle)
- L'église Santissima Annunziata (XIVe siècle), transformée en une maison privée.
- Le Palazzo dei Priori (site de l'ancien comune) et le Cassero Senese (forteresse et ancien tribunal).
- Les palais nobles : palais Grottanelli, palais Guadagni, palais Guicciardini-Corsi Salviati, palais Tolomei et palais Lazzeretti-Concialini.
- Le Bastion à trois pointes (XVIe siècle)